# سیارک ۱۵۰۷۷
سیارک ۱۵۰۷۷ (به انگلیسی: 15077 Edyalge، نامگذاری:1999CA) پانزده هزار و هفتاد و هفتمین سیارک کشف شده‌است که در ۲ فوریه ۱۹۹۹ کشف شد.
قدر مطلق سیارک برابر ۱۲٫۹۰ است.